# Lady Cosima Windsor
Lady Cosima Rose Alexandra Windsor (nascuda el 20 de maig de 2010) és filla d'Alexander Windsor, comte d'Ulster i la seva esposa, la Dra. Claire Booth (comtessa d'Ulster).
El seu pare és l'únic fill del duc i la duquessa de Gloucester. És la 32a en la línia de successió al tron britànic. Té un germà gran: Xan Windsor, Baró Culloden. És la segona dels quatre nets del duc i la duquessa de Gloucester i la seva primera neta.